# 山西省太原市中级人民法院
37°48′17″N 112°31′07″E / 37.80479°N 112.51866°E
山西省太原市中级人民法院是山西省太原市的中级人民法院。

## 机构设置

### 内设机构
- 办公室
- 政治部
- 立案一庭
- 立案二庭
- 刑一庭
- 刑二庭
- 刑三庭
- 少年法庭
- 民一庭
- 民二庭
- 民三庭
- 民四庭
- 民五庭
- 行政庭
- 赔偿办
- 审监庭
- 执行局
- 研究室
- 司法警察支队
- 技术处
- 司法行政装备管理处
- 司法技术管理处
- 离退休人员管理处
- 机关党委办公室
- 监察室
- 书记员管理处
- 审判委员会办公室
- 案件质效监督管理办公室
- 人大代表政协委员联络处
- 新闻宣传处

### 事业单位
- 法官培训中心
- 法庭科学研究中心
- 机关服务中心
- 法警训练中心

## 历任领导
| 院长 - 王冀波（？年—2008年12月） - 冯少勇（2009年4月—2016年1月） - 侯晓东（2016年2月—2020年9月） - 于昌明（2020年9月—） 副院长 | 党组书记 - 于昌明（2020年9月—） |

## 对应基层人民法院
- 山西省太原市小店区人民法院
- 山西省太原市迎泽区人民法院
- 山西省太原市杏花岭区人民法院
- 山西省太原市万柏林区人民法院
- 山西省太原市尖草坪区人民法院
- 山西省太原市晋源区人民法院
- 山西省古交市人民法院
- 山西省清徐县人民法院
- 山西省娄烦县人民法院
- 山西省阳曲县人民法院

## 知名案例
- 2014年太原警察暴力执法事件
- 原内蒙古自治区公安厅厅长赵黎平故意杀人、受贿案
- 仝卓诉山西省招生考试管理中心案